# Base B Isla Decepción
La Base B Isla Decepción (en inglés: Station B — Deception Island) fue una estación de investigación del Reino Unido en la Antártida. Se ubicaba (62°59′S 60°34′O / -62.983, -60.567) en la bahía Balleneros de la isla Decepción en las islas Shetland del Sur frente a la península Antártica. En la base se realizaron estudios sobre meteorología y geología, y fue usada para operaciones aéreas.

## Ocupación previa de la isla e incidentes con Argentina
La isla Decepción fue utilizada por cazadores de ballenas desde el descubrimiento de la Antártida en 1820, estableciéndose en 1906 la compañía noruega basada en Chile Sociedad Ballenera de Magallanes, y luego otras que establecieron factorías allí. En 1908 el Reino Unido reclamó las islas como parte de las Dependencias de las Islas Malvinas y estableció un servicio postal, y un magistrado en la isla con un pequeño edificio llamado The Magistrate’s Villa o The Magistrate’s House en 1914.
La última factoría que cerró en Decepción fue la Estación ballenera Hektor de la Aktieselskabet Hektor Whaling Company, que operó entre 1912 y abril de 1931, quedando sin población la isla Decepción. En marzo de 1941 el barco británico HMS Queen of Bermuda fue enviado a destruir depósitos de carbón y tanques de petróleo de esa estación ballenera para prevenir su posible uso por Alemania durante la Segunda Guerra Mundial. 
El 8 de febrero de 1942, mediante la colocación de un cilindro que contenía un acta y una bandera pintada sobre las paredes de la factoría, Argentina realizó su toma de posesión formal del territorio continental antártico. El 8 de enero de 1943 personal del barco británico HMS Carnarvon Castle destruyó las evidencias de la toma de posesión argentina, borró la bandera pintada, dejó escrito que la construcción era de propiedad del gobierno británico y envió a Buenos Aires el acta. El 5 de marzo de ese año personal del barco argentino ARA 1° de Mayo removió la bandera británica y repintó en las paredes los colores argentinos.

## Instalación de la Base B y nuevos incidentes con Argentina
Luego de los incidentes con Argentina el Reino Unido envió en el marco de la Operación Tabarin los barcos HMS Williant Scoresby y SS Fitzroy, que el 3 de febrero de 1944 establecieron una base permanente en la isla, la Station B — Deception Island en la bahía Balleneros, removiendo nuevamente la bandera argentina. La base utilizó inicialmente los edificios construidos por la Aktieselskabet Hektor Whaling Station, que incluían la Bleak House, un dormitorio transformado en edificio principal que se incendió y destruyó el 8 de septiembre de 1946. Otro antiguo dormitorio fue también utilizado, recibiendo el nombre de Biscoe House, junto con el edificio llamado The Magistrate’s Villa para uso como almacén.
Años más tarde Argentina respondió construyendo en la isla Decepción: el Refugio Caleta Péndulo el 19 de noviembre de 1947; el Destacamento Naval Decepción el 25 de enero de 1948; el Refugio Naval Thorne el 3 de enero de 1953; y el Refugio Teniente Lasala el 17 de enero de 1953, quedando en él un sargento y un cabo de la Armada Argentina. El 15 de febrero desembarcaron 32 infantes de marina de la fragata británica HMS Snipe armados con subfusiles Sten, fusiles y gas lacrimógeno apresando a los dos marinos argentinos. El refugio argentino y un cercano refugio chileno deshabitado fueron destruidos y los marinos argentinos fueron entregados a un barco de ese país el 18 de febrero en las islas Georgias del Sur. Un destacamento británico permaneció tres meses en la isla mientras la fragata patrulló sus aguas hasta abril de 1953. Posteriormente ambos gobiernos convinieron en no interferir entre las bases de uno y otro. 
El 17 de noviembre de 1953 se suicidó uno de los miembros de la base, Arthur H. Farrant, y fue enterrado en el cementerio de balleneros de la isla, creado en 1908, siendo el mayor de la Antártida.
Para las operaciones aéreas el 13 de diciembre de 1955 fue inaugurada una nueva cabaña, llamada FIDASE hut o Hunting Lodge que fue utilizada por miembros de la Falkland Islands Dependencies Aerial Survey Expedition en 1955–1957, y empleados de la Hunting Aerosurveys Ltd. Durante el Año Geofísico Internacional de 1957-1958 la base contribuyó con observaciones. Un hangar fue completado en marzo de 1962. En enero de 1966 también fue erigido un edificio plástico denominado Priestley House.

## Destrucción de la Base B

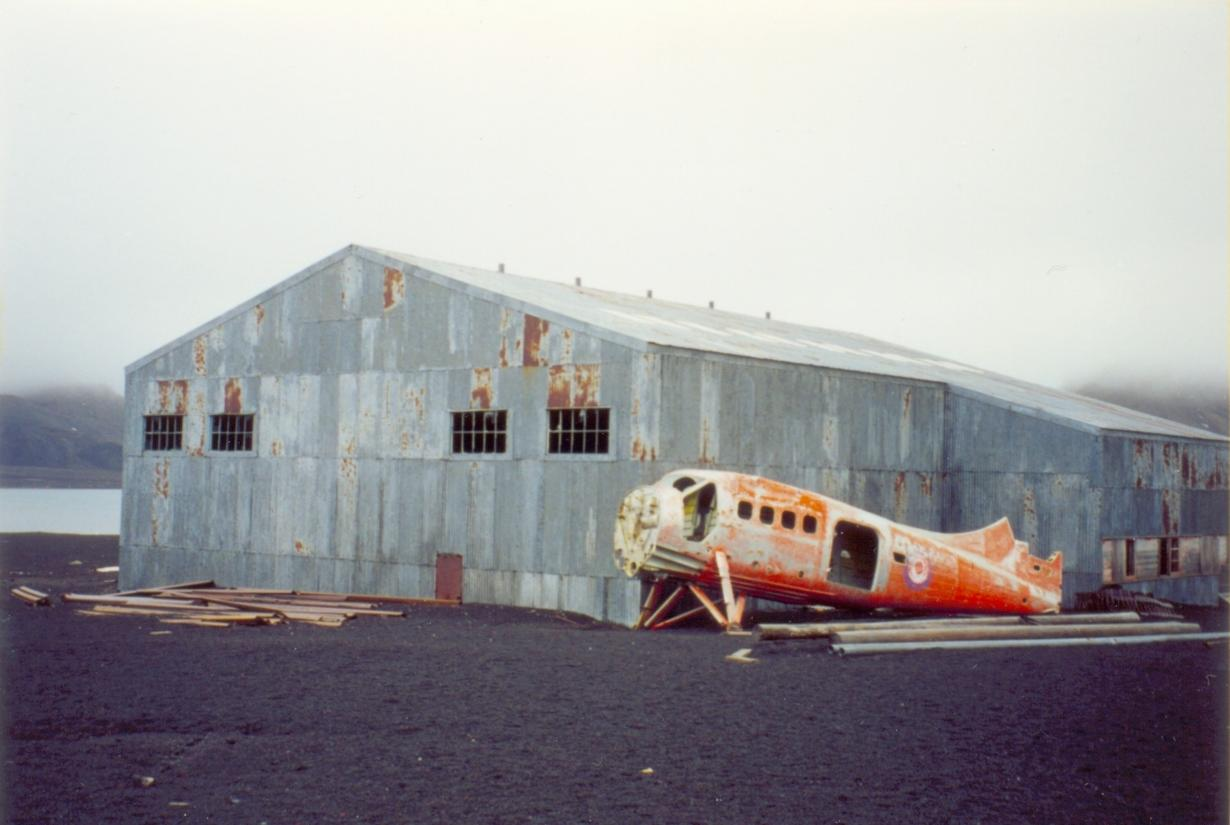
Restos del hangar de la Base B.

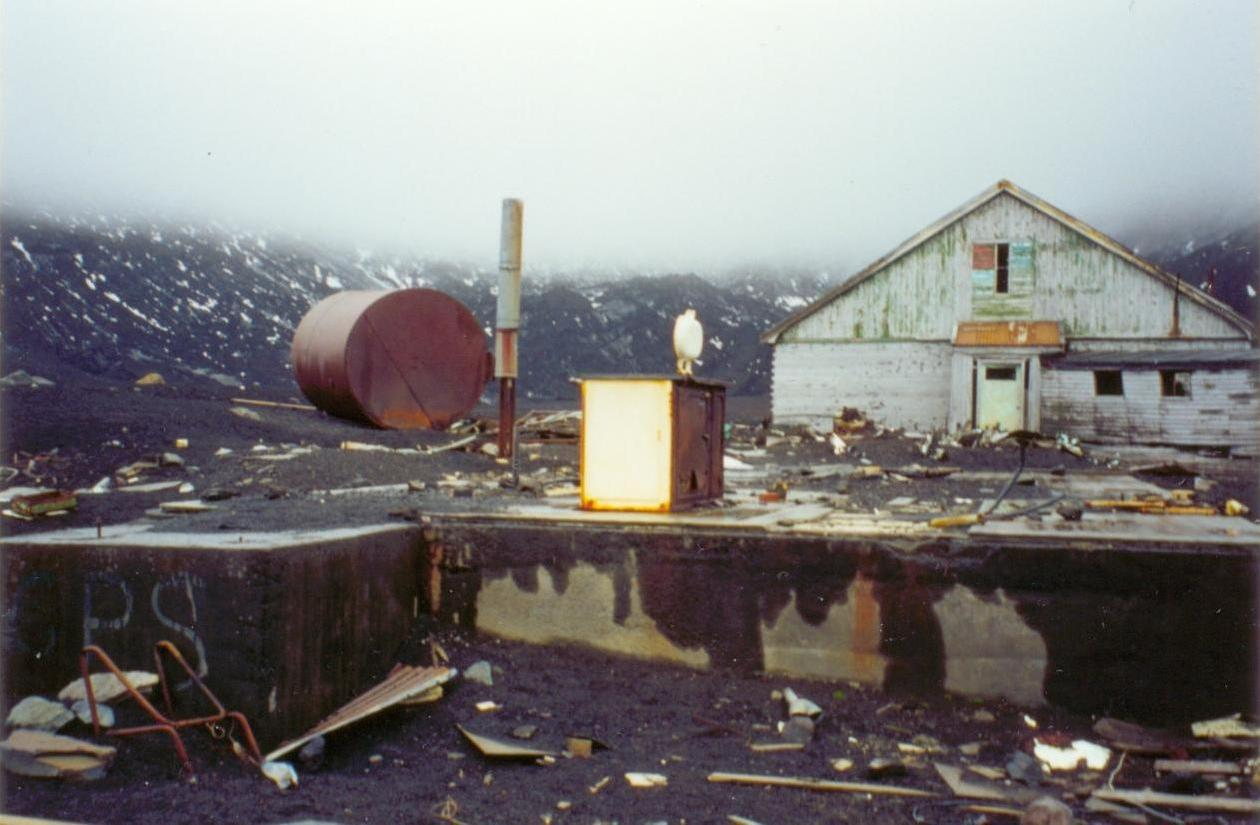
Restos de la Base B.

El 4 de diciembre de 1967 mediante un cable en la Argentina se difundía la noticia: "Sobre la bahía y las playas de la isla Decepción, improvisadamente cae una lluvia de piedras" Durante el 5 de diciembre de 1967 la precipitación pétrea había cesado, para dar paso a una enorme columna de gases y vapores, que proyectada hasta más de mil seiscientos metros, formaba el típico hongo eruptivo. La violenta explosión volcánica destruyó las bases chilenas Pedro Aguirre Cerda, Gutiérrez Vargas y la base británica B, evacuándose al personal en el barco chileno Piloto Pardo. 
La Base B fue reabierta el 4 de diciembre de 1968, pero fue nuevamente evacuada el 21 de febrero de 1969 en el Piloto Pardo debido a que más erupciones volcánicas dañaron los edificios, siendo finalmente abandonada el 23 de febrero cuando el personal retornó en busca de sus posesiones personales. Las corrientes de lodo durante las erupciones volcánicas dañaron el cementerio de los balleneros.
Las instalaciones británicas fueron limpiadas en las temporadas de 1990-1991 y 1991-1992, mientras que el remanente de la factoría ballenera noruega, los restos de la Base B y el cementerio de balleneros fueron designados sitio histórico N°. 71 bajo el Tratado Antártico el 19 de mayo de 1995.